# Murtagh
Murtagh Morzan és Selena gyermeke, Eragon féltestvére, később Tövis lovasa a Christopher Paolini által írt Örökség-ciklusban.

## Jellemzői
Férfi, három évvel idősebb Eragonnál. Haja fekete, szeme barna. Magas, egy átlagembernél kb. egy ujjal magasabb.

## A cselekményben
|  | Alább a cselekmény részletei következnek! |

### Korai évek
Apja, Morzan kastélyában született. Mestere Tornac, egy kardvívó volt. Apja kegyetlenül nevelte: anyja csak párhavonta láthatta. Mikor hároméves volt, apja részegen hozzávágta Zar'rocot, így egész hátán seb keletkezett. Mikor apját Brom megölte, Galbatorix kastélyába került.

#### Menekülés Urû'baenből
18-adik születésnapján a király egy különebédre hívta, ahol megbízta Cantos falu, és az ott tanyázó lázadók elpusztításával. Azonban Murtagh ehelyett elszökött Urû'baenből mesterével, Tornaccal. Tornac azonban már nem élte túl a menekülést: egy késsel a hátában végezte, egy őr "jóvoltából". Murtagh ettől kezdve egyedül barangolt Alägésiában.

### A könyvekben

#### Első kötet:Eragon
Az első részben megmenti Eragont a ra'zacok elől, majd elkíséri őt a vardenekig. Nem akar elmenni a vardenekhez, mert ő  Morzan, az első Esküszegő fia, de a körülmények rákényszerítik. A vardenek bezárják ám a Farthen Duri csata alatt kiengedik és Murthag a csatában bebizonyítja, hogy nem gonosz.

#### Második kötet:Elsőszülött
A könyv elején elhurcolják az urgalok és mindenki azt hiszi, hogy meghalt. Kikelti Galbatorix egyik tojását: Tövist. Arra kényszerítik, hogy az ősnyelven esküdjön meg Galbatorixnak, aki az igazi nevével zsarolja. Elküldik, hogy fogja el Eragont, ám ő ezt nem teszi meg, mivel Eragon a barátja és kiderül, hogy a testvére is.

#### Harmadik kötet:Brisingr
A könyv elején Murtagh és Eragon újból összecsapnak, Murtagh megsebesül és elmenekül. Amikor Eragon Ellesmérába megy, Oromis elmondja neki, hogy Murtagh az Eldunaríktól (szívek szíve) ilyen erős. Murtagh Gil'eadnál megöli Oromist és sárkányát, Glaedrt.

#### Negyedik kötet:Örökség
Az Örökségben Murtagh csak kevésszer tűnik föl. Beleszeret Nasuada-ba, a vardenek vezérébe. Neki kell tüzes vassal megégetnie őt, de utána meggyógyítja, és minden ismert fájdalommal szemben immunissá teszi. Azt azonban nem tudja, hogy a király egy fúrópondróval áll elő, ami ellen nem véd meg még a varázslat sem. Murtagh megtudja az Ősnyelv Nevét Galbatorixtól. Mikor a vardenek megostromolják Uru'baen-t, harcol az ál-Eragonnal és ál-Saphirával, majd karddal megvív a valódi Eragonnal. A féltestvérével együtt legyőzik a királyt, és sárkányát, Shruikant.

### A könyvek után
Murtagh, hogy bűneitől megtisztuljon elbarangol Alägésia vadonjába, ám elhatározza, hogy valaha visszatér. További információt nem árult el a szerző.
|  | Itt a vége a cselekmény részletezésének! |

## A filmben
A filmben Garrett Hedlund játssza.

## Vonatkozások

### Filmek, könyvek

#### Star Wars
Murtagh sok módon hasonlít Han Solo-hoz. Úgy mint Solo, Murtagh is ellentmondásos múlttal rendelkezik, és mindkettőjüket nagy erők üldözik, illetve mindketten öltek olyat, aki őket üldözte Archiválva 2017. február 20-i dátummal a Wayback Machine-ben.
A második részben Anakin Skywalkerrel fedezhetők fel közös vonások.

### "Valódi" vonatkozások

#### A név eredete
"Murtagh" egy ír név a  Murchadh változata. Jelentése "a tenger védelmezője" gaelül.